# Auto presidencial (Chile)

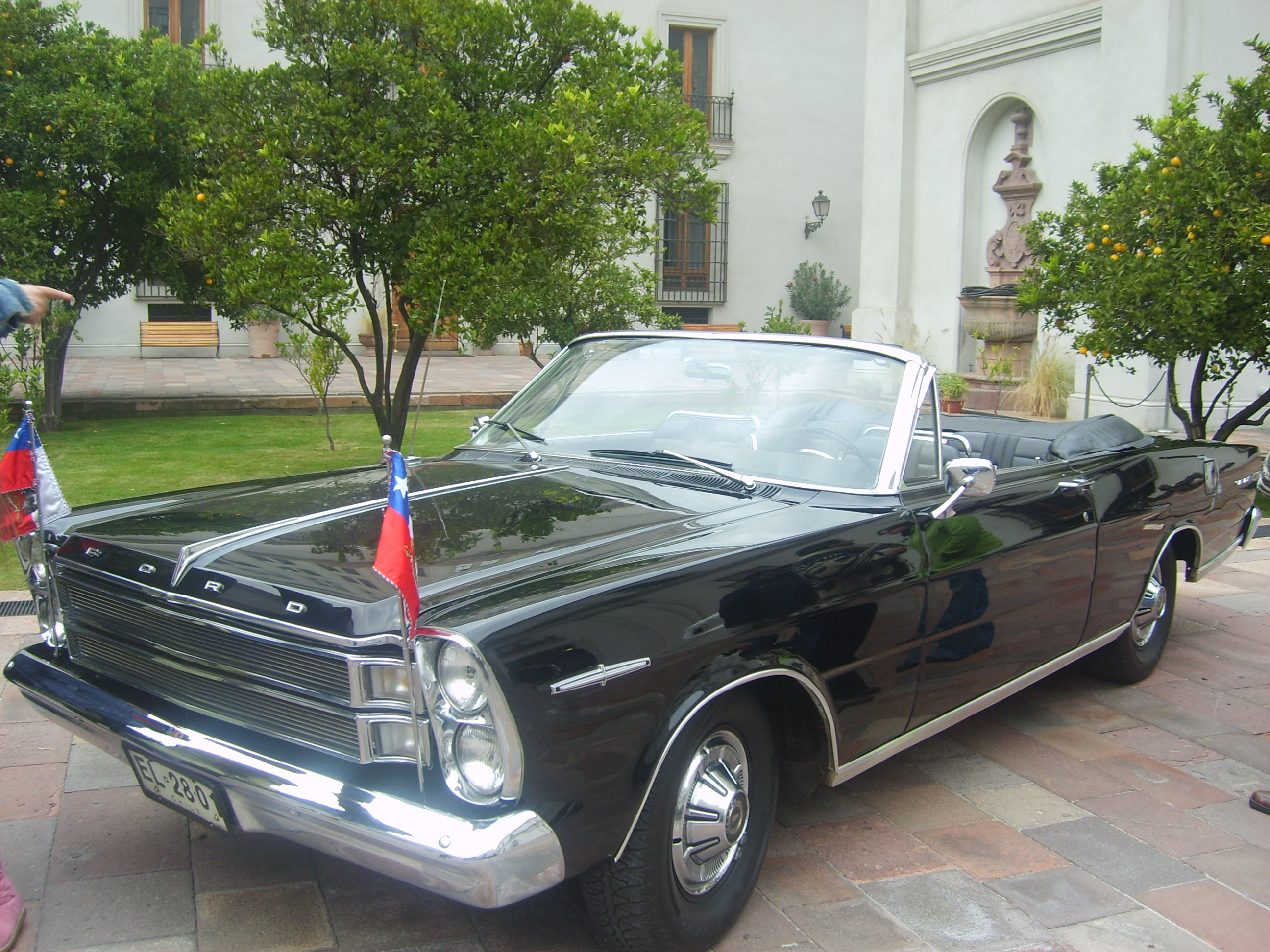
El Ford Galaxie ha sido el vehículo presidencial ceremonial de Chile desde 1970.

El automóvil presidencial chileno se refiere a los vehículos mantenidos y proporcionados por el Gobierno de Chile para el presidente de la República, como símbolo del cargo en un entorno ceremonial y para las necesidades básicas de transporte del presidente.

## Historia

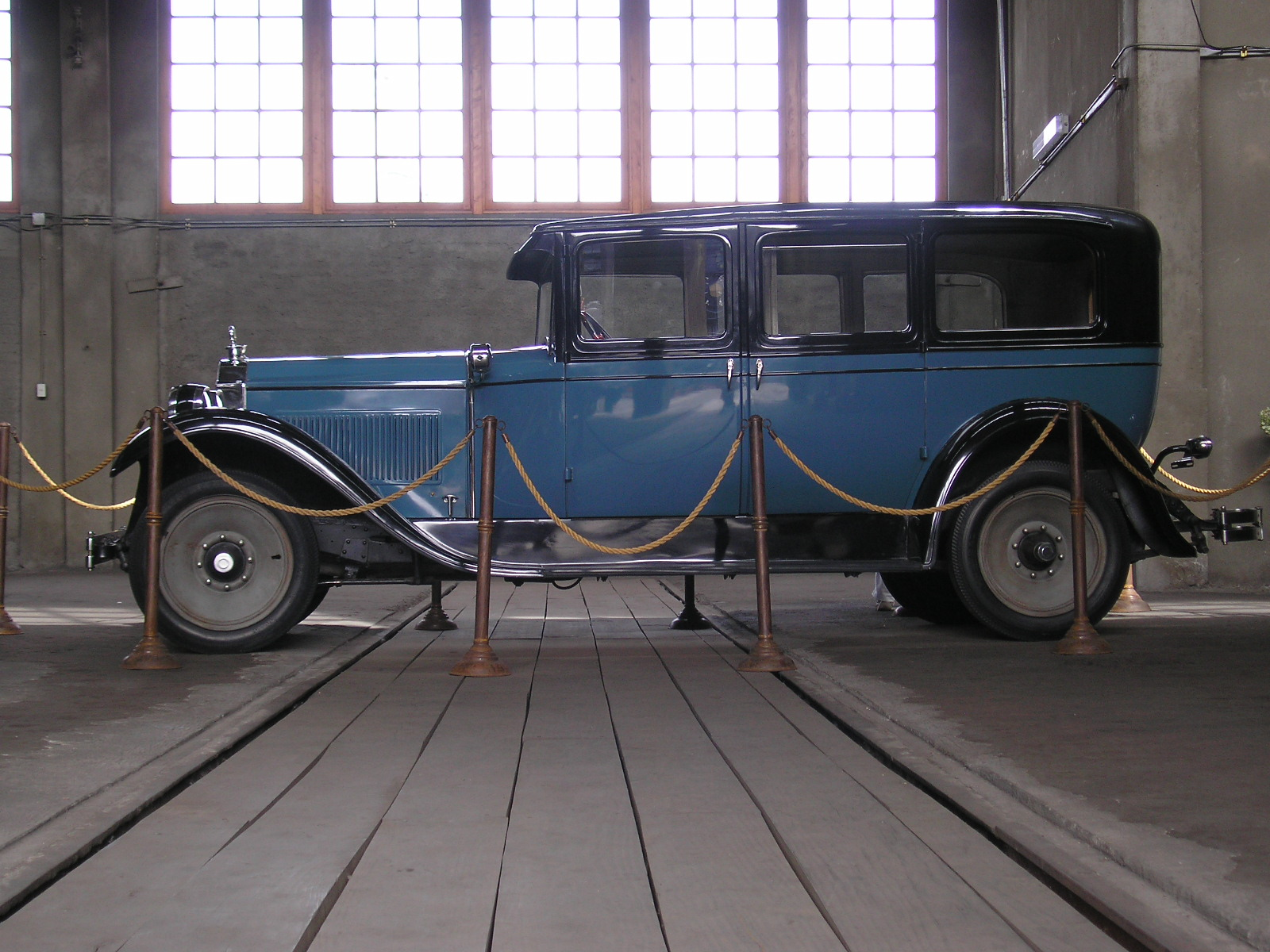
El Packard Six de Carlos Ibañez del Campo en El Museo Ferroviario Pablo Neruda

Los presidentes chilenos viajaban principalmente a caballo hasta que el presidente José Manuel Balmaceda importó desde Francia un lujoso carruaje tirado por caballos para ser utilizado en eventos y ceremonias públicas.
Carlos Ibáñez del Campo fue el primer presidente con un automóvil, un Packard Six de 1928. Este Packard fue posteriormente modificado para poder utilizar el ferrocarril entre Santiago y ciudades del sur aún no conectadas por vías para automóviles. Luego de ser cedido para su uso por los ferrocarriles estatales, sería posteriormente donado por el entonces presidente Lagos al Museo Nacional del Ferrocarril Pablo Neruda en Temuco con motivo de su inauguración en 2004.

## Uso ceremonial

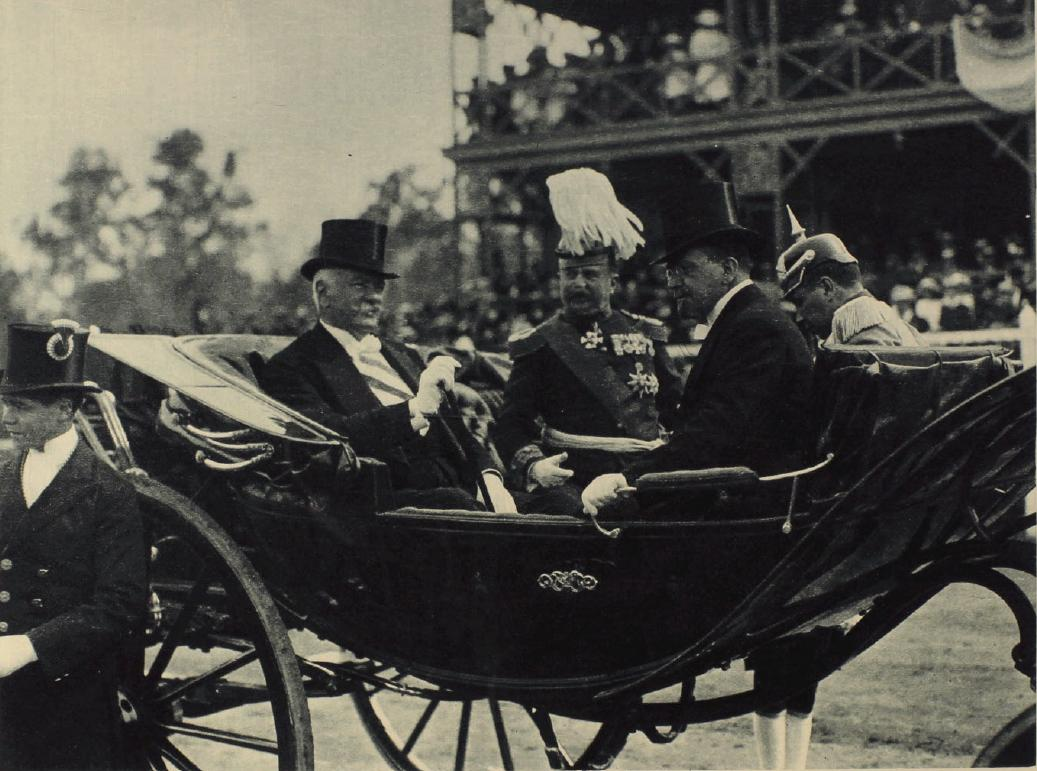
Juan Luis Sanfuentes llegando al Día de las Glorias del Ejército en 1916

El carruaje Balmaceda continuó siendo utilizado como símbolo del cargo, transportando al presidente para inauguraciones y otros eventos ceremoniales hasta 1970, cuando el presidente Salvador Allende utilizó un Ford Galaxie XL de 1966 para su toma de posesión.
En 1968, la reina Isabel II realizó una visita de estado a Chile en la que ella y el entonces presidente, Eduardo Frei Montalva, viajaron juntos en el Galaxie, aparentemente donado por Ford Brasil o la propia Reina, y que estaba personalizado con su escudo de armas en el volante.
El modelo Ford Galaxie de 1966 comenzó su producción en Brasil para Sudamérica en 1967, por lo que es plausible que donaran un vehículo sabiendo el valor promocional que recibiría su uso, y de hecho proporcionaron otros vehículos en Brasil para la visita de la reina allí antes de su visita a Chile, aunque la improbable historia de un monarca británico que le dio a Chile un automóvil construido en Brasil por un fabricante estadounidense se ha convertido en un mito perdurable.

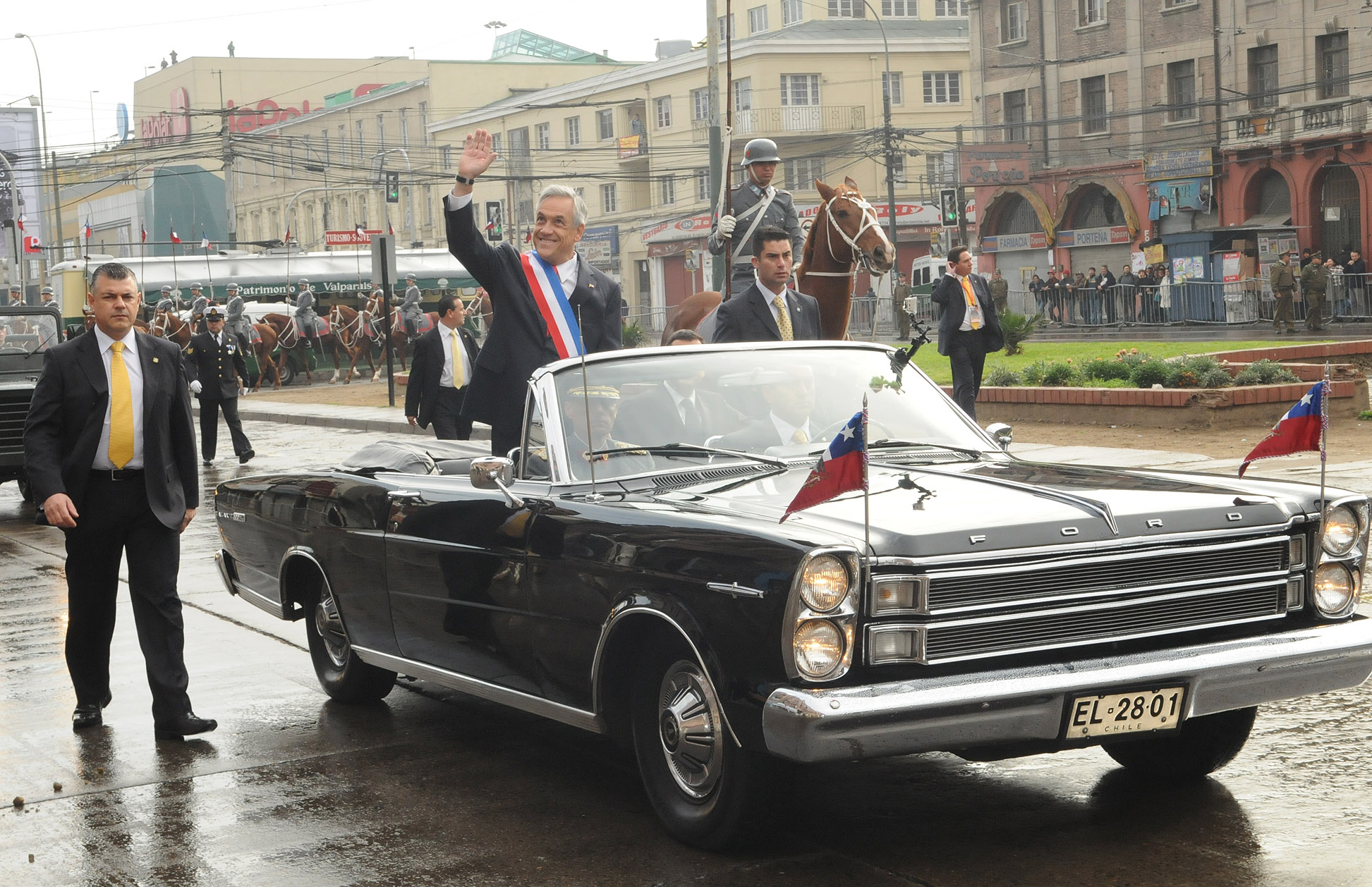
Sebastián Piñera en el Día de la Marina en 2011

El sucesor de Montalva, el Marxista Salvador Allende, no queriendo transmitir la imagen de realeza que ahora confieren los carruajes, decidió que el Ford, más plebeyo, se ajustaba mejor a su imagen y lo utilizó para su toma de posesión, adoptando el vehículo como su vehículo oficial, con una patente normal (EL-2801). Desde entonces, el Galaxie ha transportado a dignatarios como Fidel Castro, Indira Gandhi y Pablo Neruda . Gabriel Boric fue el primer presidente conducido oficialmente en el Galaxie por una conductora mujer durante su toma de posesión.
Tanto el carruaje como el Galaxie han sido mantenidos por el estado y ahora se utilizan solo para ceremonias oficiales, como inauguraciones presidenciales, visitas de estado y los días festivos nacionales del 21 de mayo y el 19 de septiembre.

## Uso diario

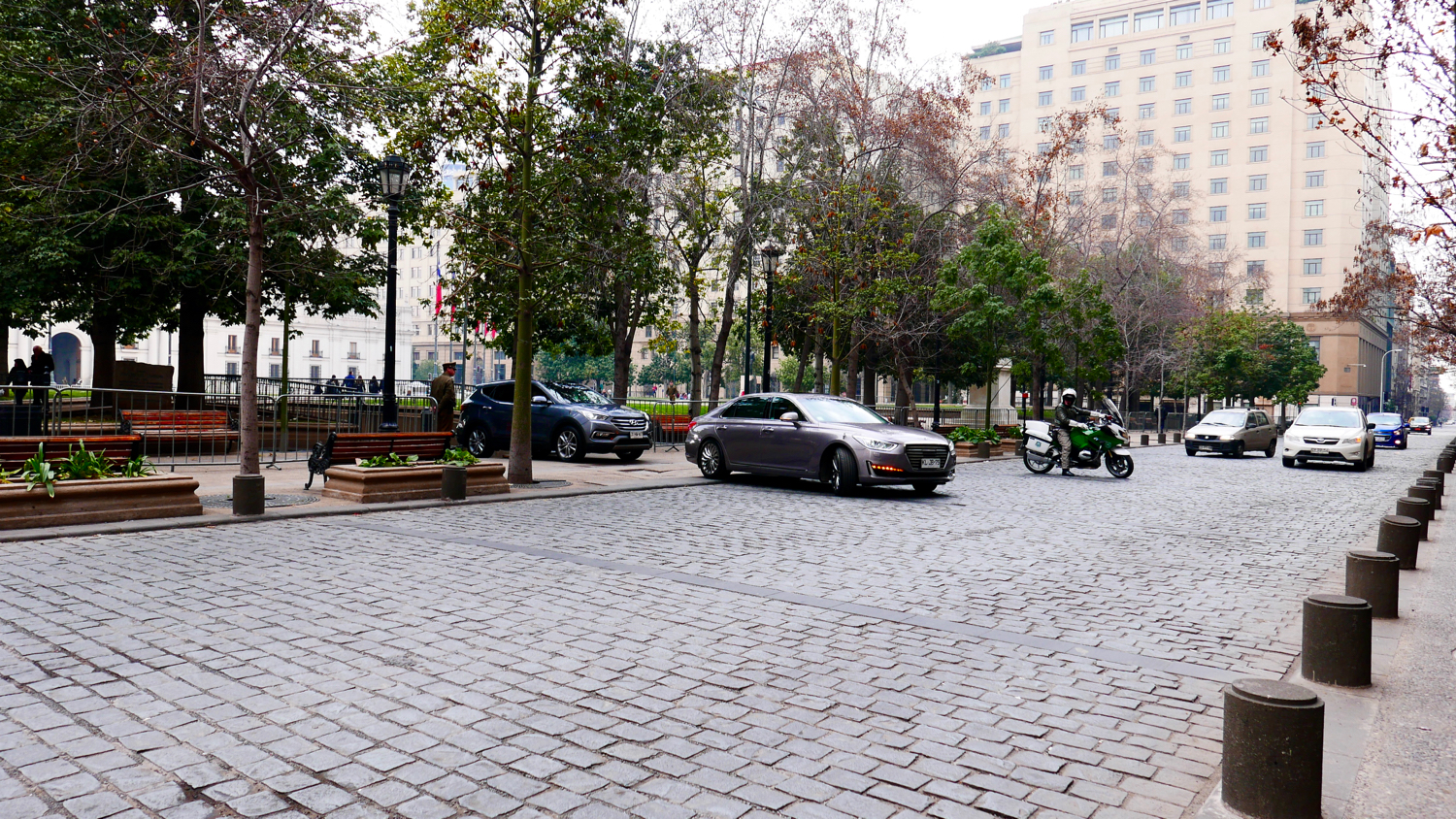
Piñera sale del Palacio de La Moneda en un Génesis G90

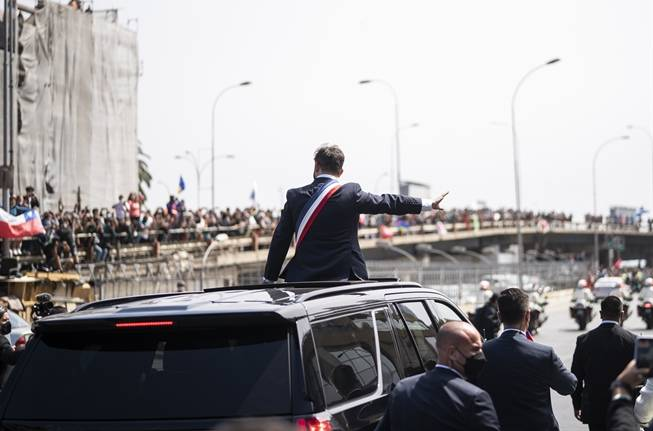
Boric saluda a los chilenos desde el techo corredizo de una Tahoe

El presidente Augusto Pinochet viajaba en un convoy de vehículos blindados Mercedes-Benz Clase S W126 que le salvarían la vida durante un intento de asesinato a manos del FPMR (Frente Patriotico Manuel Rodriguez) en 1986.
El presidente Patricio Aylwin abandonó el Mercedes por el más democrático Renault 21, Eduardo Frei Ruiz-Tagle utilizó un Lincoln Town Car, y Ricardo Lagos, un Peugeot 406. La presidenta Michelle Bachelet continuó con un Peugeot 607 en su primer mandato.
El personal presidencial de esta época también utilizaba Audi A4 y A6. Varios Toyota Land Cruiser y Dodge Durango también compusieron la comitiva presidencial.
Durante su primer mandato, Sebastián Piñera fue el primero en cambiarse a un fabricante asiático, reconociendo su creciente participación de mercado en Chile, eligiendo un Lexus LS 600h como su transporte diario. Bachelet introdujo el uso de un Hyundai Equus en 2014 para su segundo mandato, una marca que ha continuado en el segundo mandato de Piñera en 2018 con su elección del Genesis G90.
En 2021, Carabineros de Chile adquirió cuatro vehículos blindados Chevrolet Tahoe Z71 como vehículos de escolta, que también han sido utilizados para trasladar al propio presidente Gabriel Boric. El personal de La Moneda también tiene acceso a una flota de vehículos Hyundai Santa Fe y Hyundai Sonata que pueden utilizar para acompañar al presidente.